# Tritonia's
Tritonia's (Tritoniidae) zijn een familie van weekdieren uit de orde van de zeenaaktslakken (Nudibranchia).

## Geslachten
- Duvaucelia Risso, 1826
- Marianina Pruvot-Fol, 1931
- Marionia Vayssière, 1877
- Paratritonia Baba, 1949
- Tochuina Odhner, 1963
- Tritonia Cuvier, 1798
- Tritonicula Korshunova & Martynov, 2020
- Tritonidoxa Bergh, 1907
- Tritoniella Eliot, 1907
- Tritoniopsis Eliot, 1905

Niet geaccepteerde geslachten:
- Candellista Iredale & O'Donoghue, 1923 → Tritonia Cuvier, 1798
- Candiella Gray, 1850 → Tritonia Cuvier, 1798
- Lateribranchiaea Stearns, 1873 → Tritonia Cuvier, 1798
- Marioniopsis Odhner, 1934 → Marionia Vayssière, 1877
- Myrella Odhner, 1963 → Tritonia Cuvier, 1798
- Nemocephala A. Costa, 1867 → Tritonia Cuvier, 1798
- Sphaerostoma MacGillivray, 1843 → Tritonia Cuvier, 1798
- Tritoniopsilla Pruvot-Fol, 1933 → Tritoniopsis Eliot, 1905